# サーサーラーム
サーサーラーム（ヒンディー語: सासाराम、ウルドゥー語: سسرام、英語: Sasaram）は、インドのビハール州、ロータース県の都市。サーサーラームはシェール・シャーが生まれた地であり、その廟がある。

## 歴史

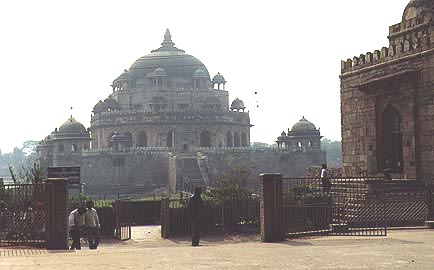
シェール・シャー廟

15世紀後半、この地でスール朝の創始者たるシェール・シャーが誕生した。
1545年5月、シェール・シャーはカーリンジャルで事故で死亡し、その遺体は生地であるサーサーラームの廟に埋葬された。

## 人口
2001年の統計では、131,042人。

## 言語
ヒンディー語、ボージュプリー語、ウルドゥー語、英語の話者が多い。